# Azocyklotin
Azocyklotin je organocínová sloučenina používaná jako akaricid. Jedná se o bezbarvý prášek mírně rozpustný v dichlormethanu, isopropanolu a toluenu, téměř nerozpustný ve vodě a v n-hexanu. Používá se k hubení všech pohyblivých stadií svilušek na citrusech a jiném ovoci (včetně révy vinné), zelenině, chmelu, bavlně a okrasných rostlinách. Azocyklotin je velmi toxický a nebezpečný pro životní prostředí.